# Parallelprojectie

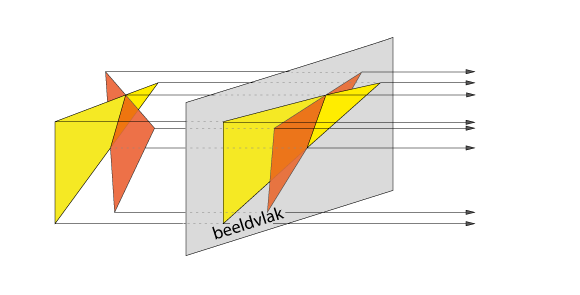

De parallelprojectie is een projectiemethode toegepast in technische tekeningen, waarbij driedimensionale vormen op een plat vlak, het beeldvlak, worden afgebeeld, waarbij de projectielijnen evenwijdig aan elkaar lopen, zodat lijnen die in het echt evenwijdig zijn dat in de tekening ook zijn. Lijnen precies in de projectierichting worden als punten weergegeven.
Een voorbeeld van een parallelprojectie is de schaduwvorming van de zon. Het gaat hier om een waar te nemen projectie.

## Overzicht
Kenmerkend voor de parallelprojectie is dat het af te beelden object met evenwijdige lijnen op het beeldvlak wordt geprojecteerd.
De beschrijvende meetkunde is de tak van de meetkunde die zich met de visualisatie van driedimensionale voorwerpen bezighoudt in twee dimensies. De orthografische azimutale projectie is een voorbeeld van een parallelprojectie, die in de cartografie wordt gebruikt. Met deze wiskundige vorm van projectie wordt de aarde vanuit een denkbeeldig punt in de ruimte oneindig ver weg op een kaart afgebeeld, zodat de projectielijnen evenwijdig lopen.
Eigenschappen van een parallelprojectie zijn:
- Rechte lijnen, die in de ruimte evenwijdig zijn, blijven op de tekening ook evenwijdig.
- Voor iedere richting geldt een verkortingsfactor. Gelijke en evenwijdige lijnstukken van de ruimtefiguur zijn op de tekening ook even lang, want ze zijn met dezelfde factor verkort.
- Als een punt een lijnstuk van een ruimtefiguur verdeelt volgens een bepaalde verhouding, dan blijft die verhouding ook gelden op de tekening.

## Soorten parallelprojectie
Kenmerkend voor de parallelprojectie is dat het af te beelden voorwerp met evenwijdige lijnen op het beeldvlak wordt geprojecteerd. Dit kan worden opgedeeld in:
- de orthografische projectie, bestaande uit de metrische of platte projectie en de projecties onder één bepaalde hoek, zoals de isometrische projectie. Bij de metrische projectie wordt het object onvervormd en plat weergegeven. Bij de verhoudingsprojecties wordt het object onder een hoek geprojecteerd, wat een ruimtelijke indruk geeft.
- gemengde projecties, bijvoorbeeld de Cavalier projectie. Hierbij wordt het object gelijktijdig met twee verschillende projectiemethoden in twee richtingen geprojecteerd. Een vlak geprojecteerd wordt metrisch ofwel vlak getoond, de andere vlakken worden scheef geprojecteerd.

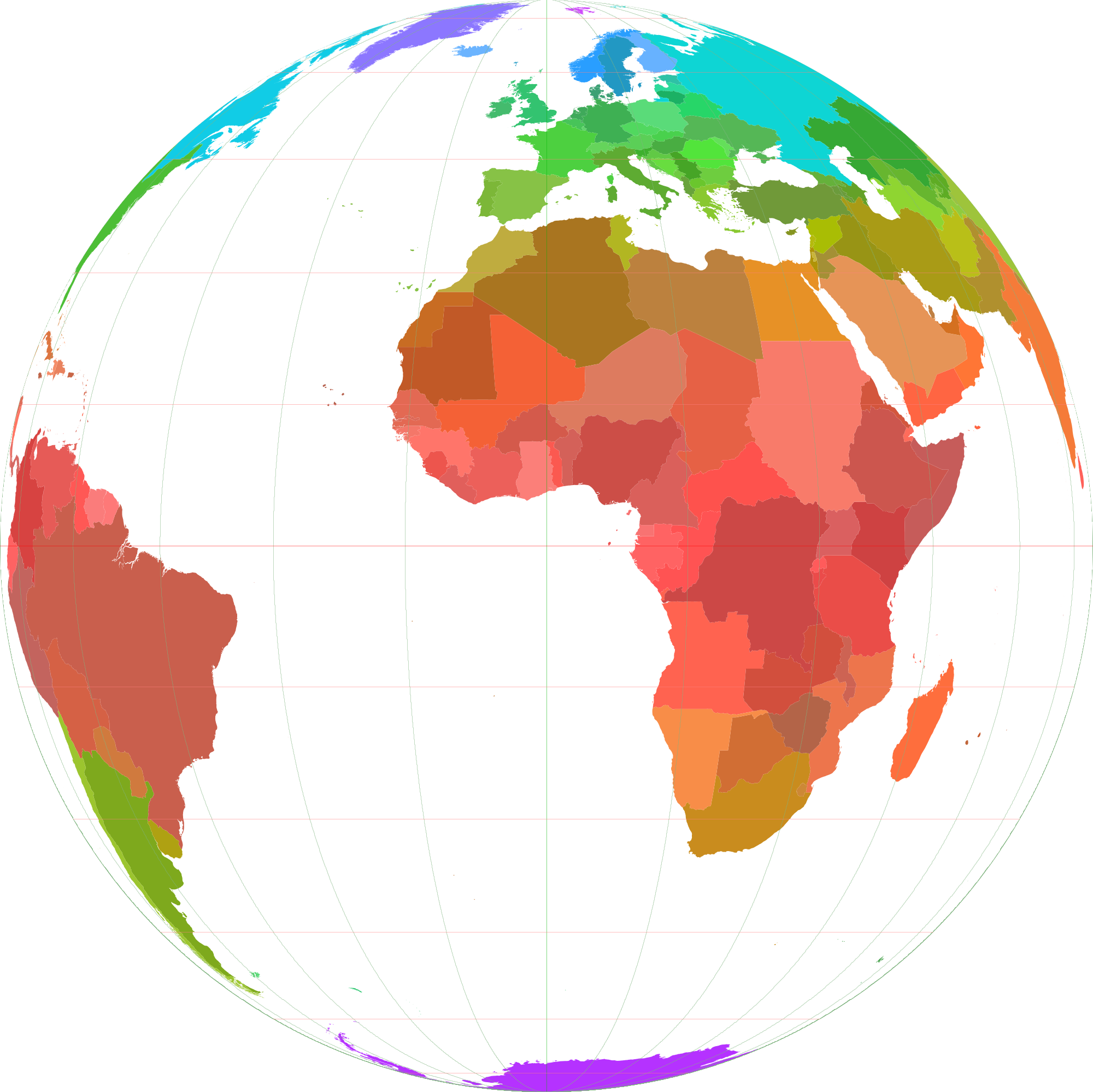
orthografische azimutale projectie
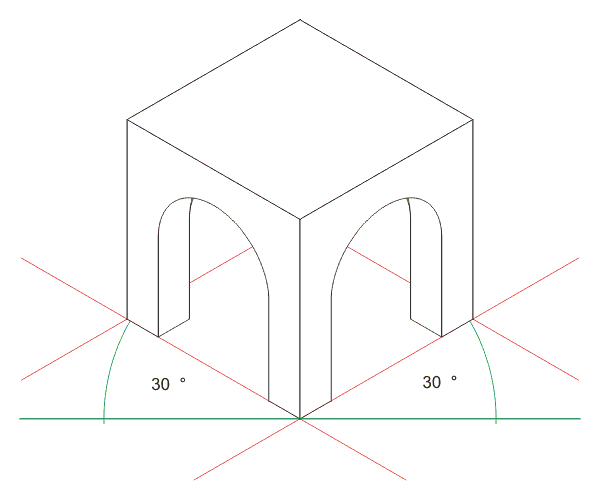
isometrische projectie
Cabinet projectie